# Pakt migracyjny
Nowy Pakt w sprawie Migracji i Azylu, znany również jako Pakt Migracyjny UE lub Pakt Azylowy i Migracyjny UE, to zestaw nowych przepisów Unii Europejskiej dotyczących migracji, które wejdą w życie w czerwcu 2026. Nowe przepisy zobowiązują państwa członkowskie do bardziej równomiernego podziału kosztów i wysiłków związanych z przyjmowaniem migrantów oraz reformują unijne procedury azylowe i bezpieczeństwa granic, a także wprowadzają inne zmiany.

## Proces legislacyjny
Komisja Europejska po raz pierwszy zaproponowała Pakt 23 września 2020 roku. Porozumienie zostało osiągnięte 20 grudnia 2023 roku między przedstawicielami wybranego Parlamentu Europejskiego a Radą Unii Europejskiej, składającą się z ministrów rządów państw UE.
Pakt został przyjęty przez Parlament Europejski 10 kwietnia 2024 roku, przy czym niektóre przepisy zostały zatwierdzone niewielką przewagą głosów, wynoszącą około 30 głosów. Rada Unii Europejskiej zatwierdziła Pakt 14 maja 2024 roku, przy czym Węgry i Polska głosowały przeciw.

## Akty prawne
Pakt zaowocował dziesięcioma aktami prawnymi:
- Dyrektywa (UE) 2024/1346 (dyrektywa w sprawie warunków przyjmowania)[15]
- Rozporządzenie (UE) 2024/1347 (rozporządzenie w sprawie kwalifikacji)[16]
- Rozporządzenie (UE) 2024/1348 (rozporządzenie w sprawie procedury azylowej)[17]
- Rozporządzenie (UE) 2024/1349 (rozporządzenie ustanawiające procedurę powrotową na granicy)[18]
- Rozporządzenie (UE) 2024/1350 (rozporządzenie ustanawiające ramy przesiedleń i przyjęć humanitarnych)[19]
- Rozporządzenie (UE) 2024/1351 (rozporządzenie w sprawie zarządzania azylem i migracją)[20]
- Rozporządzenie (UE) 2024/1352 (rozporządzenie w sprawie spójności zmian związanych z kontrolą na granicach)[21]
- Rozporządzenie (UE) 2024/1356 (rozporządzenie w sprawie kontroli na granicach)[22]
- Rozporządzenie (UE) 2024/1358 (rozporządzenie w sprawie Eurodac)[23]
- Rozporządzenie (UE) 2024/1359 (rozporządzenie dotyczące sytuacji kryzysowych i siły wyższej)[24]